# Remaclus Fuchs

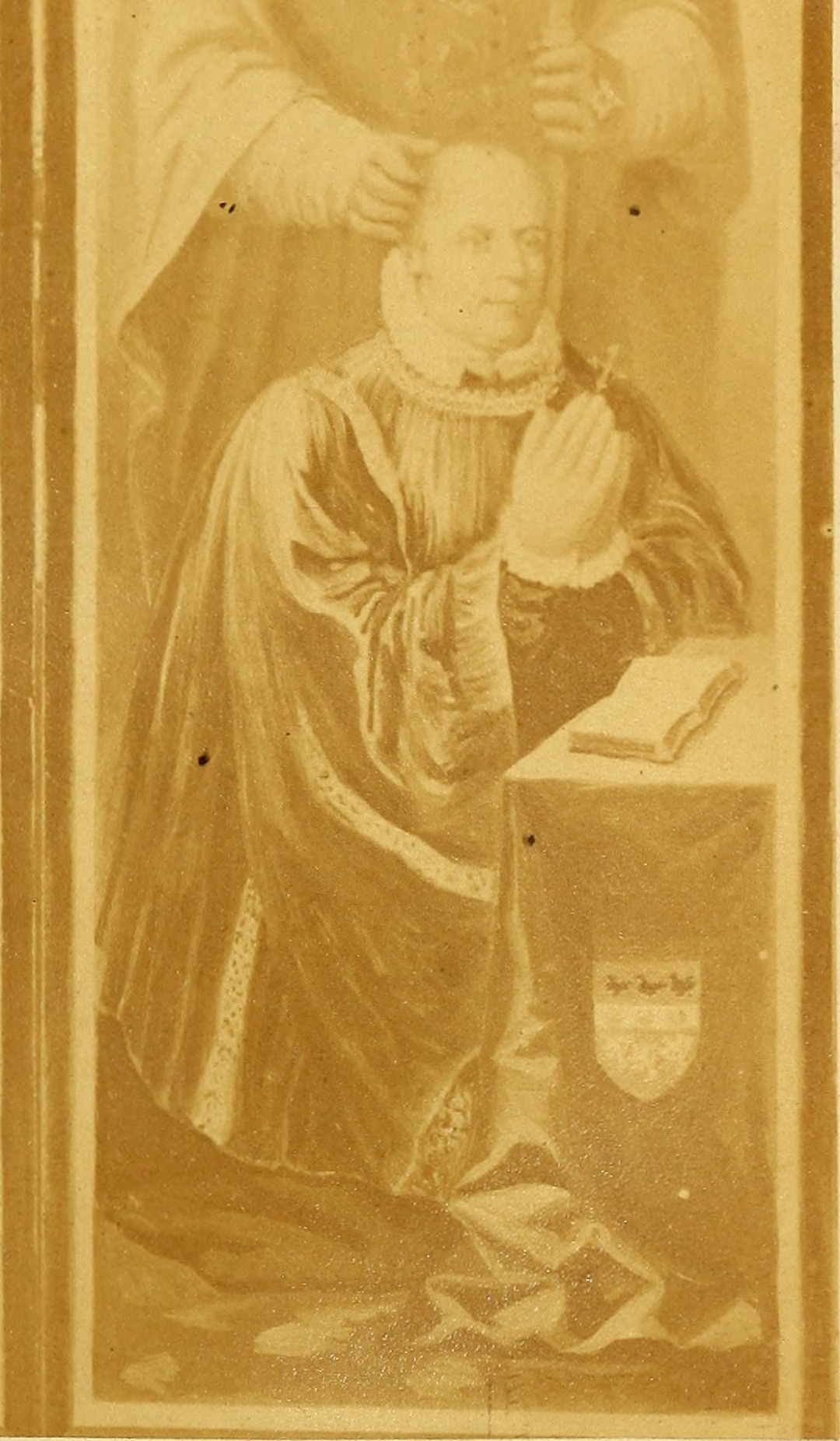
Remaclus Fuchs

Remaclus Fuchs o Remacle Fusch, també conegut com a Remacle de Limburg, va ser un metge alemany nascut a Limburg cap al 1510 i mort a Lieja el 1587. Va exercir la medicina a Lieja, després d'haver viatjat per Alemanya, i també es va ocupar molt de la història natural.

## Obres
- Morbi hispanici curandi methodus, (París, 1541, in-8°) ;
- Illustrium medicorum qui superiore sæculo floruerunt vitae (París, 1541, in-8°) ;
- De herbarum notitia, natura atque earum viribus (Anvers, 1544, in-12).

## Homenatges
A Bèlgica, la rue Fusch que voreja el Jardí botànic de Lieja commemora el seu nom.